# Menasalbas
Menasalbas település Spanyolországban, Toledo tartományban. Menasalbas La Puebla de Montalbán, Gálvez, Cuerva, Las Ventas con Peña Aguilera, San Pablo de los Montes, Hontanar, Navahermosa és San Martín de Montalbán községekkel határos. Lakosainak száma 2485 fő (2024).

## Népesség
A település népessége az utóbbi években az alábbiak szerint változott:
| Lakosok száma | 3008 | 2987 | 3246 | 3327 | 3117 | 2938 | 2739 | 2651 | 2513 | 2485 |
|               | 2001 | 2004 | 2007 | 2009 | 2012 | 2014 | 2017 | 2019 | 2022 | 2024 |